# Al Junaid Multi Activities Co Ltd
Al Junaid Multi Activities Co Ltd, oder kurz Al Junaid, ist eine sudanesische Holding, welche vor allem in der Förderung und dem Export von Gold aus Minen im Sudan aktiv ist. Andere Namen der Firma sind Al Junaid bzw. AJMAC Multi Activities Company Ltd. Die Firma mit Sitz in Khartum wird als eine der einflussreichsten Firmen genannt, welche im sudanesischen Goldgeschäft tätig sind. Weitere Wirtschaftszweige, in welchen die Holding tätig ist, sind der Hochbau, Tiefbau mit Brückenbau, Transport und weitere Bereiche. Laut mehreren Berichten über das Finanznetzwerk der paramilitärischen Rapid Support Forces zählt Al Junaid zu den wichtigsten Einkommensquellen der RSF. Grundsätzlich ist die Firma jedoch im ganzen Land präsent.

## Aktivitäten
Al Junaid ist im Besitz von Abdul Rahim Hamdan Daglo und zweier seiner Söhne. Unter anderem wird die Firma beschuldigt, mit der paramilitärischen Rapid Support Forces zusammenzuarbeiten. Generalleutnant Mohammed Hamdan Daglo, genannt Hemeti, der Anführer der RSF, sitzt im Verwaltungsrat. Seit der Enteignung der Goldmine Jebel Amer durch die RSF im Jahr 2017 sind Goldabbau und -export zu einer wichtigen Einnahmequelle für die Familie Daglo und die RSF geworden.
Deshalb wurde sie im am 1. Juni 2023 wie auch andere Firmen unter Einfluss der RSF von der US-Administration mit Sanktionen belegt und steht seither auf der SDN list der OFAC. Den Firmen wird von der OFAC vorgeworfen, den Sudan zu destabilisieren und das Ziel der Demokratisierung zu unterlaufen, wie sie in der Executive Order 14098 definiert sind. Ähnliche Sanktionen gegen diese Firmen erließ die britische Regierung am 12. Juli 2023.
Die Zeit Online berichtete am 1. Oktober 2023 ausführlich über umfangreiche Recherchen über das Netzwerk von Al Junaid, der Sicherheitsfirma Shield Protective Solutions Co. Ltd. und anderen Firmen unter dem Einfluss der RSF, wodurch die RSF ihre destabilisierenden Aktivitäten der Wirtschaft und militärischen Lage des Sudan finanziert. Dazu zählen laut dem Bericht auch Verträge und Zahlungen europäischer Auftraggeber für Sicherheitsfirmen im Sudan, wie z. B. der deutschen Botschaft Khartum sowie der GIZ.
Laut einem Artikel der internationalen Nichtregierungsorganisation Global Witness vom 9. Dezember 2009 stellen die Untersuchung und öffentliche Darstellung des wirtschaftlichen Netzwerks der RSF einen zentralen Schritt zur Bekämpfung der RSF dar. Um einen friedlichen demokratischen Übergang zu ermöglichen, sollten zivile Regierungsstellen des Sudan die Militärausgaben kontrollieren, damit das Land über seine natürlichen Ressourcen verfügen könne, die bislang weitgehend durch die RSF und andere Sicherheitskräfte ausgebeutet werden.